# ستاره مرده/در دنیای تو
«ستاره مرده/در دنیای تو» (به انگلیسی: Dead Star/In Your World) آلبومی از میوز است که در سال ۲۰۰۲ میلادی منتشر شد.